# Tegan McGrady
Tegan Ann McGrady (* 11. Oktober 1997 in San José, Kalifornien) ist eine US-amerikanische Fußballspielerin.

## Karriere

### Verein
McGrady spielte in ihrer College-Zeit bis 2018 für Stanford Cardinal. Beim Draft zur NWSL-Saison 2019 wurde sie von Washington Spirit erwählt. Ihr Debüt gab sie am ersten Spieltag beim 2:0-Sieg über den Gotham FC, als sie in der Startelf stand. Nach einer weiteren Spielzeit wechselte sie zur Saison 2022 zum San Diego Wave FC. Seit Sommer 2022 steht sie beim Portland Thorns FC unter Vertrag.

### Nationalmannschaft
Ihren ersten und bislang einzigen Einsatz für die A-Nationalmannschaft erhielt McGrady am 8. April 2018 bei einem 6:2-Freundschaftsspielsieg über Mexiko, sie wurde zur 58. Minute für Mallory Swanson eingewechselt.